# Prof. Dr. Leo Kannercollege
Het Prof. Dr. Leo Kannercollege is een onderwijsinstelling voor voortgezet speciaal onderwijs in de Nederlandse stad Leiden. De instelling, van de Leo Kanner Onderwijsgroep, is bedoeld voor mensen met een diagnose binnen het autistisch spectrum met een cluster-IV-indicatie: mensen met een vorm van ASS (autismespectrumstoornis), PDD-NOS, McDD of asperger. De school is vernoemd naar de Oostenrijks-Amerikaanse kinderpsychiater Leo Kanner.